# Cerodontha inepta
Cerodontha inepta är en tvåvingeart som beskrevs av Spencer 1963. Cerodontha inepta ingår i släktet Cerodontha och familjen minerarflugor. Inga underarter finns listade i Catalogue of Life.